# Nebenschulgebäude Kötzschenbroda
Das ehemalige Nebenschulgebäude Kötzschenbroda, auch als Alte Schule bezeichnet, war das zweite Schulhaus der Gemeinde Kötzschenbroda, neben dem Haupt-Schulhaus (ehemalige Kirchschule Kötzschenbroda) am ehemaligen Dorfplatz gegenüber der Kirche zu Kötzschenbroda. Das heutige Wohnhaus liegt in der Vorwerkstraße 14 der sächsischen Stadt Radebeul. Es wurde 1863 durch den Baumeister Moritz Große errichtet.

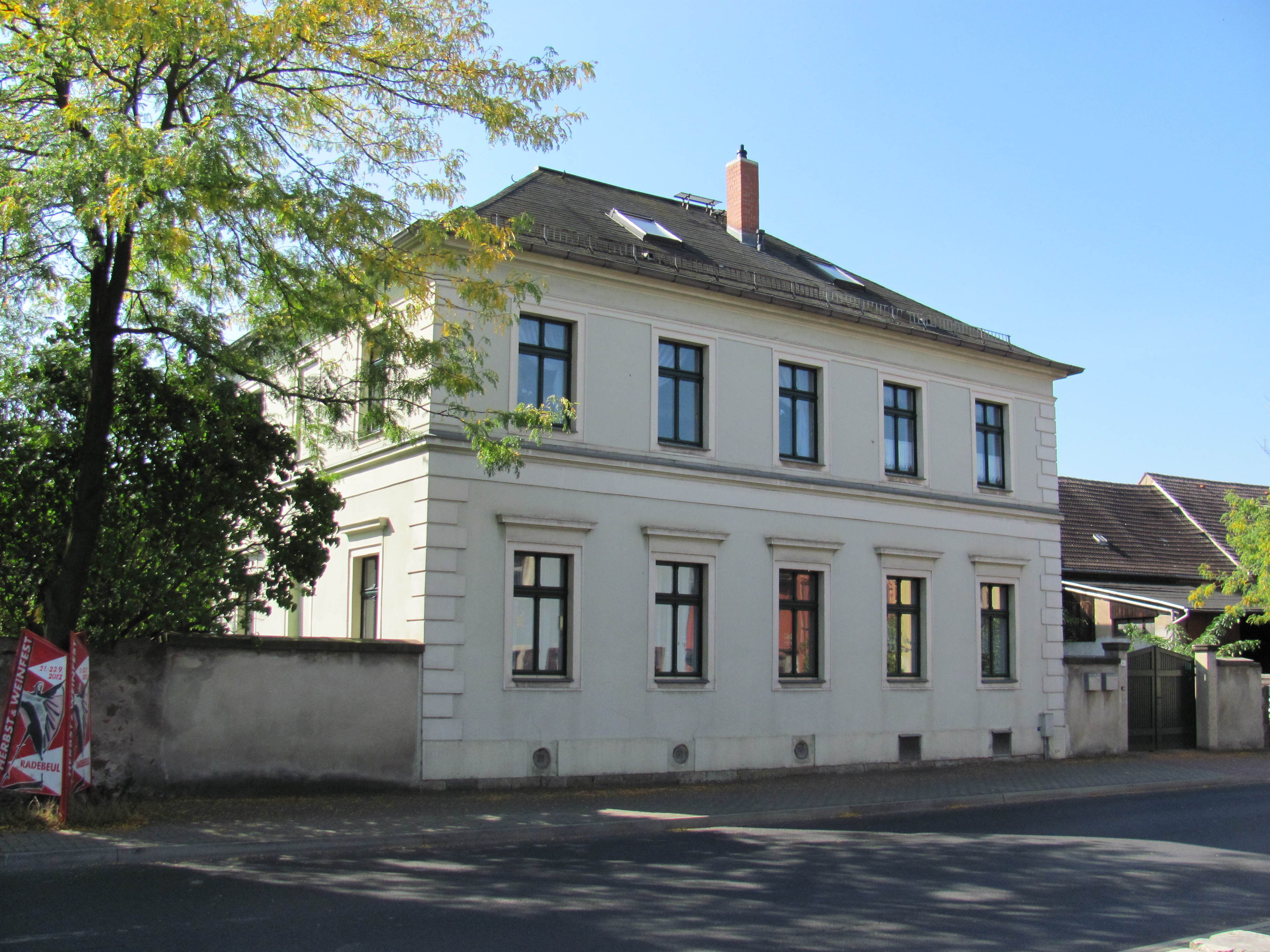
Ehemaliges Nebenschulgebäude Kötzschenbroda, heute Wohnhaus

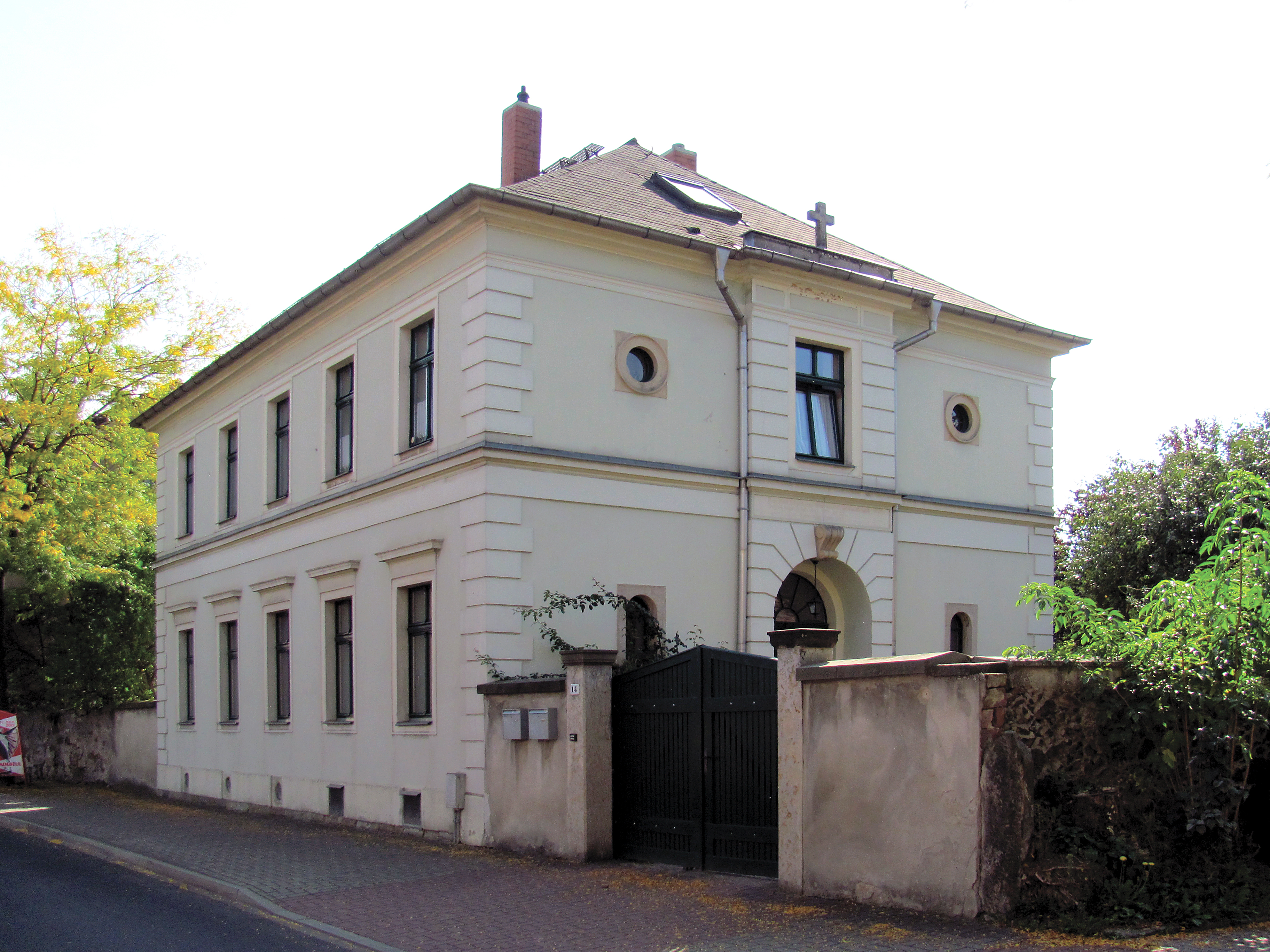
Ehemaliges Nebenschulgebäude Kötzschenbroda, heute Wohnhaus

## Beschreibung
Das denkmalgeschützte Wohnhaus ist ein „elegantes“, zweigeschossiges Gebäude mit einem flachen Walmdach. Es steht mit seiner Längsseite direkt am Bürgersteig; in der Fluchtlinie der Häuserwand verläuft auch die Einfriedungsmauer mit dem Holztor.
Die Straßenansicht ist fünfachsig, die dortigen Rechteckfenster werden von Sandsteingewänden eingefasst. Die Erdgeschossfenster werden von geraden Verdachungen geschützt. Im Kellersockel sorgen kleine Fenster für Belichtung.
Die rechte Nebenansicht ist dreiachsig. Die beiden äußeren Achsen werden unten durch schmale Rundbogenfenster dargestellt, während sich im Obergeschoss kleine Rundfenster befinden. Die mittlere Achse stellt ein flacher Eingangsrisalit dar, in dem sich im Erdgeschoss eine zurückliegende Tür in einem Rundbogen mit hervortretendem Schlussstein befindet und im ersten Stock ein Rechteckfenster. Der gerade Abschluss des Risalits auf Höhe der Dachkante wird von einem Kreuz gekrönt.

Über dem Eingang findet sich eine dreizeilige, mittig ausgerichtete Inschrift: 

„Deine Hand hat mich gemacht und bereitet,
unterweise mich, dass ich deine Gebote lerne. Psalm. 119.73.
Erbaut im Jahre 1863.“

Der Putzbau wird durch Gesimse und Eckquaderungen gegliedert.

## Geschichte

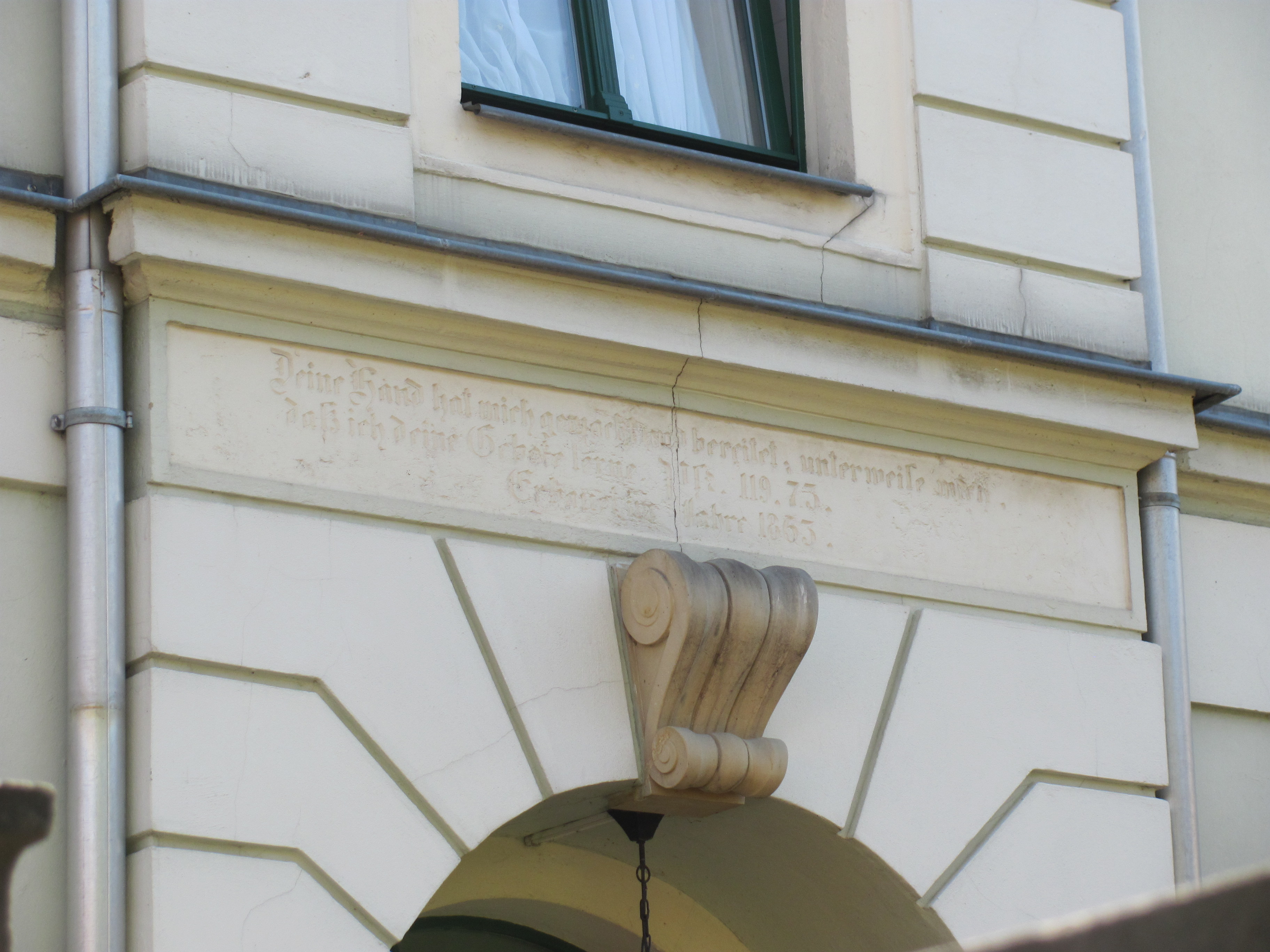
Inschrift über dem Eingang

Bereits zu Anfang des 15. Jahrhunderts gab es in Kötzschenbroda Schulunterricht. Nach der Reformation wurde 1572 in der Küsterei (heutige Adresse Altkötzschenbroda 38) die örtliche Kirchschule eingerichtet, erst mit nur einer Schulstube mit Platz für zwei Klassen mit insgesamt etwa 80 Kindern. Das Gebäude wurde nach Bränden jeweils im alten Zustand wieder aufgebaut.
Im Jahr 1836, im Jahr nach der Verkündung des Sächsischen Schulgesetzes von 1835, verfügte die Schulaufsichtsbehörde die Ausschulung der Kinder von den Anwesen im Geltungsbereich des Niederlößnitzer Weinbergvereins. Diese erhielten im Januar 1838 ein eigenes Schulhaus in der Winzerstraße 72, das 1871 durch ein neues Schulhaus im Ledenweg 35 abgelöst wurde.
Erst 1850 wurde für die verbliebenen Kötzschenbrodaer und Fürstenhainer Kinder in der Küsterei ein zweites Klassenzimmer für weitere 50 Kinder eingerichtet. Als Haupt-Schulgebäude wurde das Hauptgebäude der Volksschule Kötzschenbroda bis 1874 genutzt. 1854 wurden in den beiden für 130 Kinder ausreichenden Schulstuben 223 Kinder in vier Klassen von zwei Lehrern unterrichtet, davon 46 Kinder aus Fürstenhain.
Anfang der 1860er Jahre war die Platzsituation nicht mehr hinnehmbar, der Schulvorstand beschloss die Beschaffung weiteren Schulraums. Im Jahr 1863 errichtete der ortsansässige Baumeister Moritz Große auf der an die Vorwerkstraße grenzenden Rückseite des Kirchschulgrundstücks ein Nebengebäude der Schule, das hier beschriebene Nebenschulgebäude Vorwerkstraße 14. Das am 1. November von Große übergebene Schulhaus enthielt eine Schulstube für 80 Kinder sowie die Wohnung für einen zweiten ständigen Lehrer. 1870 unterrichteten drei Lehrer in sechs Klassen.
Zum Jahr 1874 entstand nicht weit entfernt das dritte Kötzschenbrodaer Schulhaus an der heutigen Hermann-Ilgen-Straße 35 (die heutige Mittelschule Kötzschenbroda), ein großer Neubau. Die alte Kirchschule, das bisherige Haupthaus am Kirchplatz, wurde 1874 durch Versteigerung verkauft. Während 1874 vier Lehrer in acht Klassen unterrichteten, waren es 1884 sieben Lehrer, die in sieben Zimmern 13 Klassen unterrichten. 1885 bekam das 1874 gebaute Schulhaus an der Ostseite am Gradsteg einen großen Flügelanbau.
Im August 1885 erhielt der Schulvorstand die Erlaubnis, das ehemalige Nebenschulgebäude umzubauen. Im Juni 1886 erging die Ingebrauchnahmegenehmigung zur Nutzung als Wohnhaus. Trotz des Baus des Nebenschulgebäudes auf dem Grundstück der Kirchschule bestand der Gemeindevorstand auf dem Standpunkt, dass wegen der Finanzierung aus Mitteln des Schulbezirks das Gebäude im Eigentum der Schulgemeinde stände und nicht in dem der Kirchgemeinde. Dieser Standpunkt bezüglich der Eigentumsverhältnisse wurde 1885 der Schulinspektion gegenüber vertreten und entbrannte 1919 erneut, jedoch erst die „Anerkennung der Kirchschullehnseigenschaft“ durch die Stadt Radebeul im Jahr 1938 entschied den Streit.
Im Jahr 1890 lehrten zehn Lehrer in zehn Schulräumen 16 Klassen. 1904 erfolgte ein weiterer, der vierte, Schulneubau an der Harmoniestraße 7, die heutige Grundschule Kötzschenbroda. 1929 wurde die dritte Volksschule vergrößert und stilistisch verändert zur zwischenzeitlichen Berufsschule Kötzschenbroda.